# Motor Coach Industries
Motor Coach Industries (MCI) is een Amerikaanse fabrikant van autobussen, in het bijzonder touringcars, intercitybussen en bussen voor gevangenvervoer. MCI is onderdeel van de NFI Group, een overkoepelende organisatie van busfabrikanten, en beschikt over meerdere fabrieken in zowel de Verenigde Staten als Canada.

## Geschiedenis

### 1933-2007

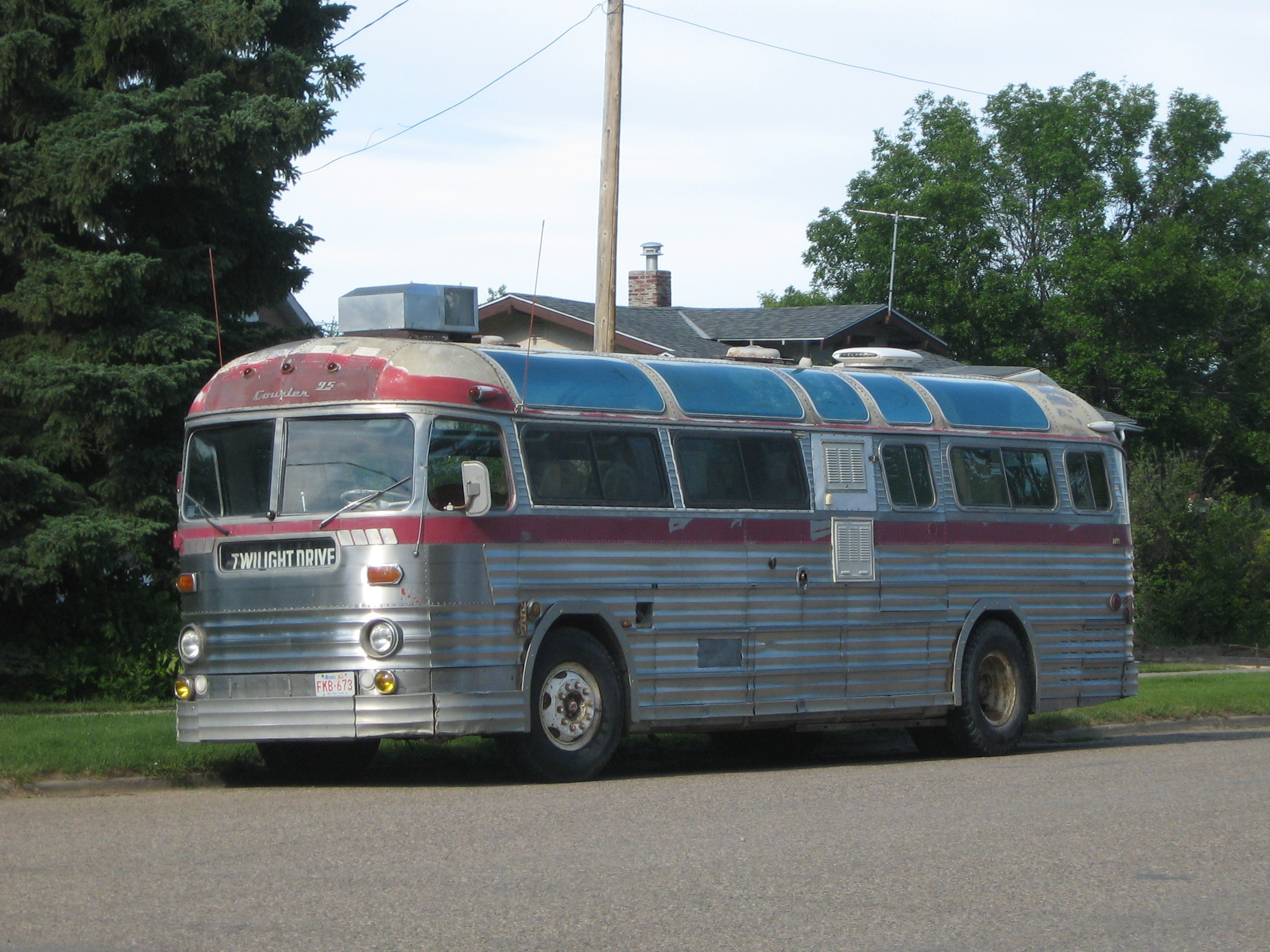
MCI Courier 95 uit de jaren 1950

Het bedrijf werd in 1933 door Harry Zoltok opgericht onder de naam Fort Garry Motor Body and Paint Works Limited en was toen gevestigd in Winnipeg, Canada. In eerste instantie was het een autogarage; in de jaren erna begon hij ook met de productie van zelf-ontworpen bussen. De eerste bus van zijn hand was een kleine bus uit 1937, geschikt voor 11 passagiers, op basis van een Packard-chassis. De eerste afnemer ervan was Grey Goose Bus Lines uit Winnipeg. In 1939 volgde de Model 150, de allereerste bus met voorruit over de radiator, roestvrij stalen buitenzijde en motor onder de vloer. In 1941 wijzigde Zoltok de naam in Motor Coach Industries Limited. De Tweede Wereldoorlog belette echter de verkoop van bussen, maar na de oorlog, in 1946, kwam MCI met een nieuwe bus (Model 100), ditmaal met motor aan de achterzijde.
Greyhound Canada werd al vrij snel MCI's grootste afnemer en in 1948 kocht ze 65% aandelen aan. Zoltok bleef echter aan als president-directeur. In 1958 werd MCI volledig opgekocht door Greyhound Canada's moederbedrijf Greyhound Lines. Ook werd de allereerste touringcar van 12 meter geïntroduceerd. In 1963 werd de eerste Amerikaanse fabriek geopend in Pembina, North Dakota, om ook voor de Amerikaanse markt te kunnen gaan bouwen. Greyhound nam ondertussen meer en meer bussen af van GMC. In 1970 ging oprichter Harry Zoltok met pensioen. Eveneens in 1970 werd een distributiecentrum geopend in Northlake, Illinois. In 1974 opende een tweede Amerikaanse fabriek in Roswell, New Mexico onder de naam Transportation Manufacturing Corporation (TMC).
In 1984 begon MCI met de verkoop van de allereerste touringcar met rolstoellift. In december 1986 werd Greyhound opgedeeld: Greyhound Lines werd verkocht aan een investeringsmaatschappij, terwijl Greyhound Canada, MCI en TMC onderdeel bleven van The Greyhound Corporation (vanaf 1991: Dial, Inc.). In 1987 nam The Greyhound Corporation de busfabricage van General Motors (GMC) over. Ook nam MCI de GM-fabriek in Saint-Eustache, Quebec over. In 1990 staakte TMC de productie van oudere MCI-bussen om zich volledig toe te kunnen leggen op de productie van het populairste model - de RTS (stads- en streekbus) - en de intercitybussen uit de A-serie.

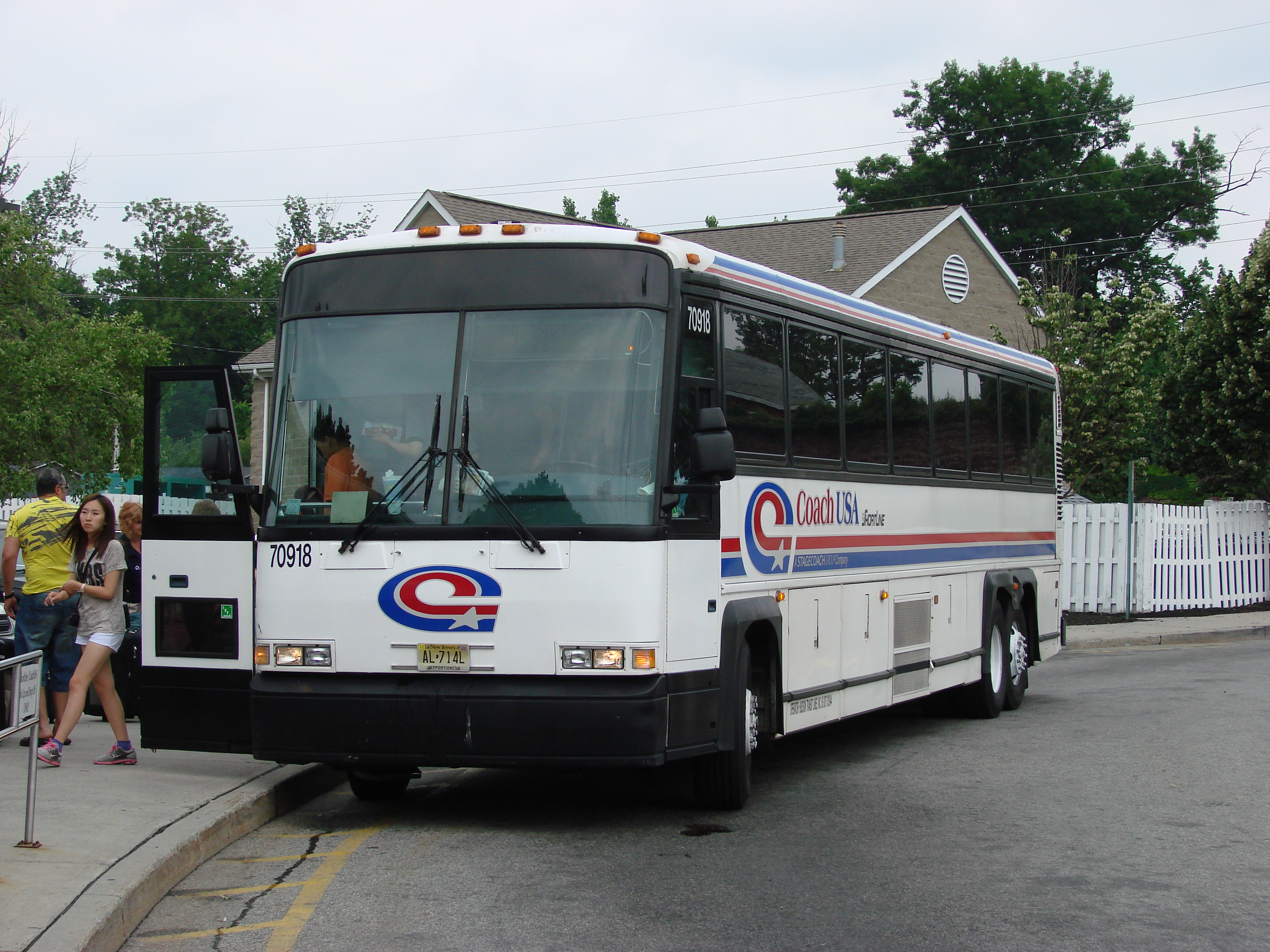
MCI 102-DL3 van Coach USA uit 1998

In 1994 werd MCI overgenomen door de Mexicaanse busfabrikant DINA S.A.. MCI produceerde daarop de Viaggio 1000 DOT van DINA voor de Amerikaanse en Canadese markten, in 1999/2000 gevolgd door de G4100, G4500 en F3500. De productie van de G4500 werd later verplaatst naar de fabriek in Winnipeg. De productie van de G4100 werd hierop gestaakt. De G4500 bleek in de praktijk vaak gebreken te vertonen, waardoor de verkoopaantallen laag bleven. De productie kwam uiteindelijk volledig stil te liggen nadat Greyhound Lines wegens de vele gebreken een rechtszaak tegen MCI was gestart. Kort daarop blies Western Star een grote bestelling af, waarna DINA S.A. een groot deel van MCI's aandelen verkocht aan investeringsmaatschappij JLL Partners.
In 1994 verkocht TMC de productie van het RTS-model aan NovaBus. In 1997 nam MCI een deel van de productie van de voormalige busfabrikant Flxible over.

### 2008-2014
On 15 september 2008 deelde MCI mede dat het bedrijf een schuld van "honderden miljoenen dollars" had, waarop ze faillissement aanvroeg.
Na een grondige herstructurering, kondigde MCI op 17 april 2009 aan dat een faillissement was afgewend. MCI en alle dochterbedrijven werden overgenomen door investeringsmaatschappij KPS Capital Partners.
Op 25 april 2012 kondigde MCI aan dat er een overeenkomst was gesloten met de Duitse auto- en busfabrikant Daimler AG om bussen van het merk Setra te gaan verkopen op de Noord-Amerikaanse markt. Kort daarvoor had Daimler juist alle bus-gerelateerde activiteiten in Noord-Amerika (met name de fabricage van bussen van Orion) overgedragen aan New Flyer. Setra zou de busmodellen S407 en S417 in Duitsland bouwen en MCI zou ze in Noord-Amerika verkopen via hun bestaande dealernetwerk. In ruil daarvoor zou Daimler 10% aandelen van MCI aankopen.
De samenwerking verliep echter stroef. Daimler was van mening dat MCI te veel gefocust was op haar eigen bussen, waardoor Setra zou worden ondergesneeuwd. In 2018 werd de overeenkomst dan ook beëindigd.

### 2015-heden
Op 10 november 2015 werd MCI overgenomen door Canadese multinational en overkopelende organisatie van busfabrikanten NFI Group voor een bedrag van 604 miljoen Canadese dollar. De officiële overname vond plaats in december 2015.

## Fabrieken en afdelingen
- Motor Coach Industries, Ltd. – Canadese fabriek in Winnipeg
- Motor Coach Industries, Inc. – Amerikaanse fabriek in Pembina, North Dakota
- MCI Sales and Service, Inc. – Amerikaanse verkoopafdeling
- MCI Service Parts – Onderdelenafdeling in Des Plaines, Illinois, en distributiecentrum in Louisville, Kentucky
- MCI Financial Services – Financieringsafdeling in Dallas, Texas

## Huidige modellen
| Serie | Modellen                                            | Lengte     | Foto                  | In productie sinds                            | Opmerkingen                  |
| ----- | --------------------------------------------------- | ---------- | --------------------- | --------------------------------------------- | ---------------------------- |
| D     | - *D4005 - D4000CL - D4000CT - D4000CTH - D4000ISTV | 12 meter   | D4000CL               | 2001                                          |                              |
| D     | - D4505 - D4500CL - D4500CT - D4500CTH              | 14 meter   | D4500CT               | 2001                                          |                              |
| D     | - D45 CRT - D45 CRT LE - D45 CRT LE CHARGE - D4520  | 14 meter   | D45 CRT LE            | 2017 (D45 CRT LE) 2020 (overige uitvoeringen) | CHARGE = elektrische variant |
| J     | - *J3500                                            | 10,5 meter |                       | 2018                                          |                              |
| J     | - *J4500 - J4500 CHARGE                             | 14 meter   | J4500 (Post-Facelift) | 2001                                          | CHARGE = elektrische variant |

## Galerij

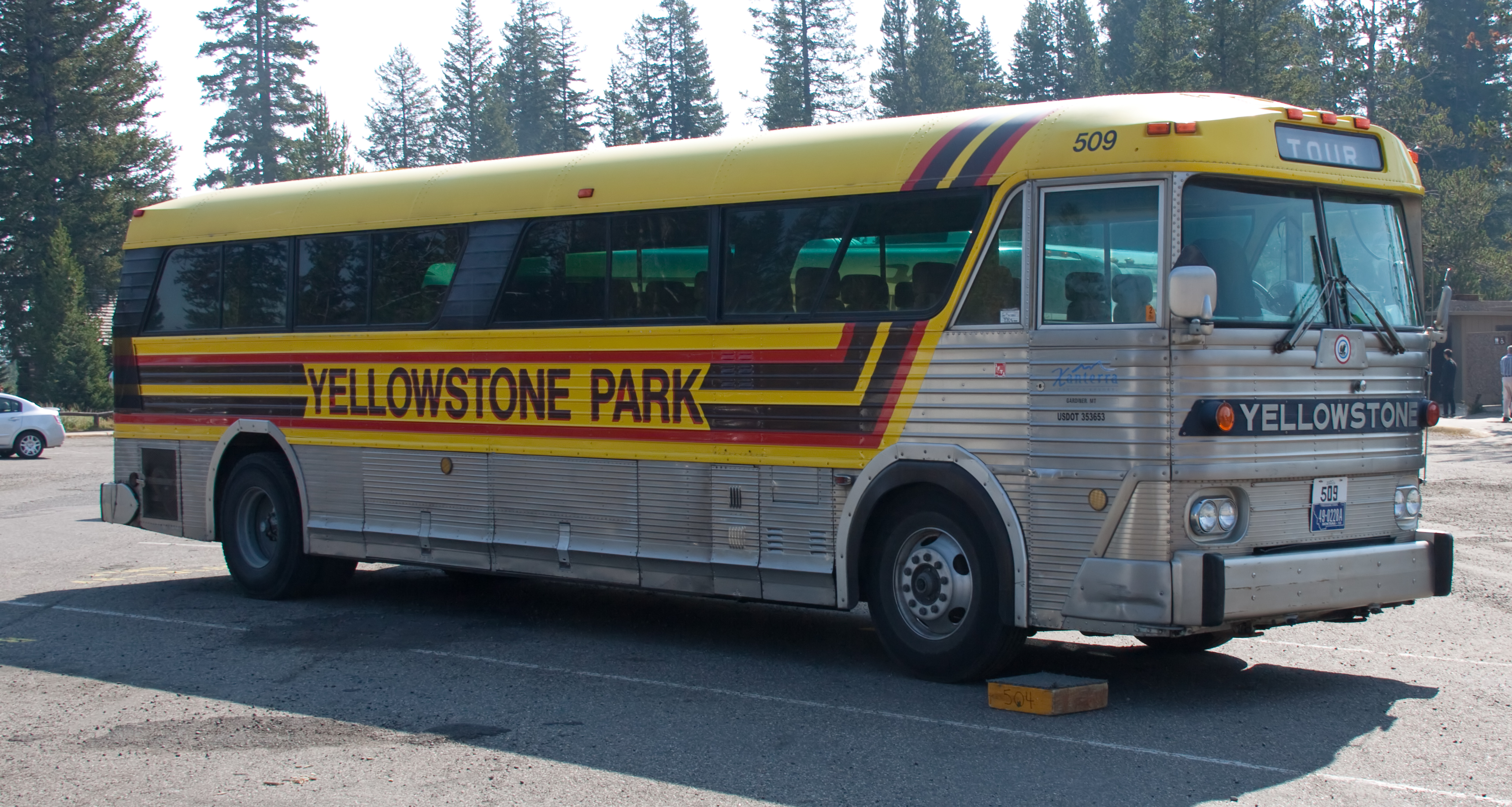
MCI MC-5B uit 1971 van Yellowstone Bus
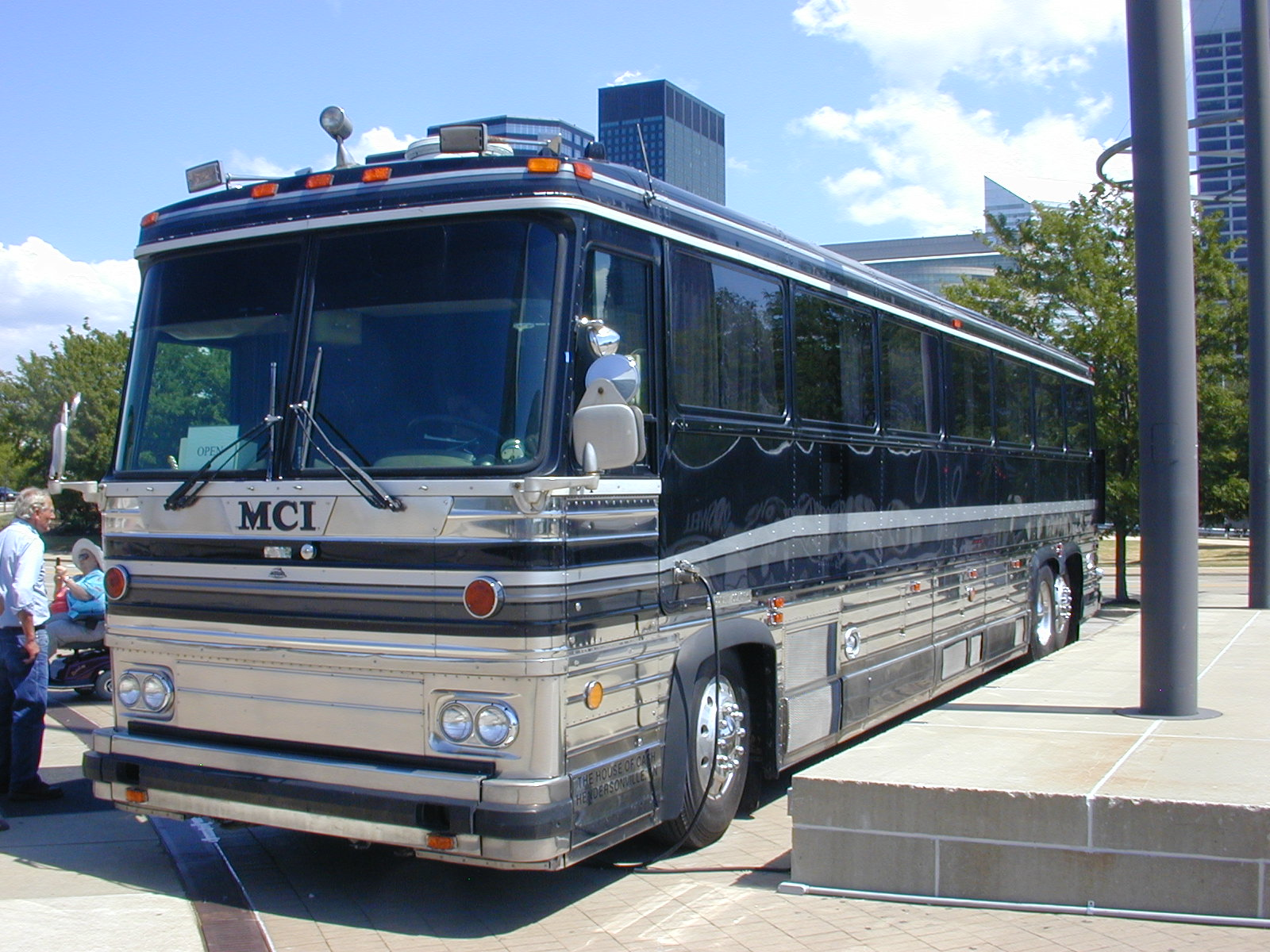
MCI MC-9 uit 1979 bij de Rock and Roll Hall of Fame (voormalige bus van Johnny Cash)
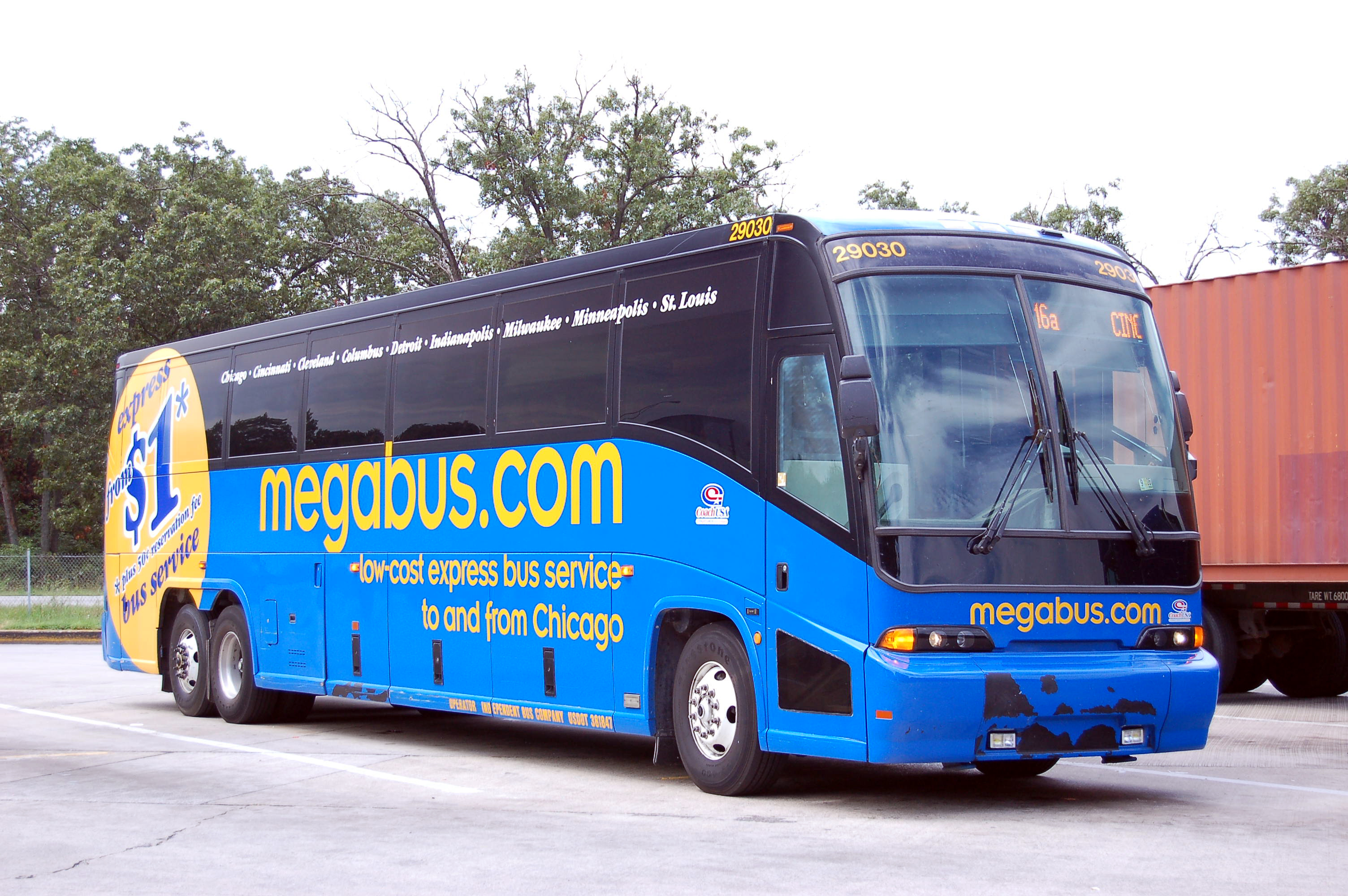
MCI 102-EL3, voorheen van Megabus USA
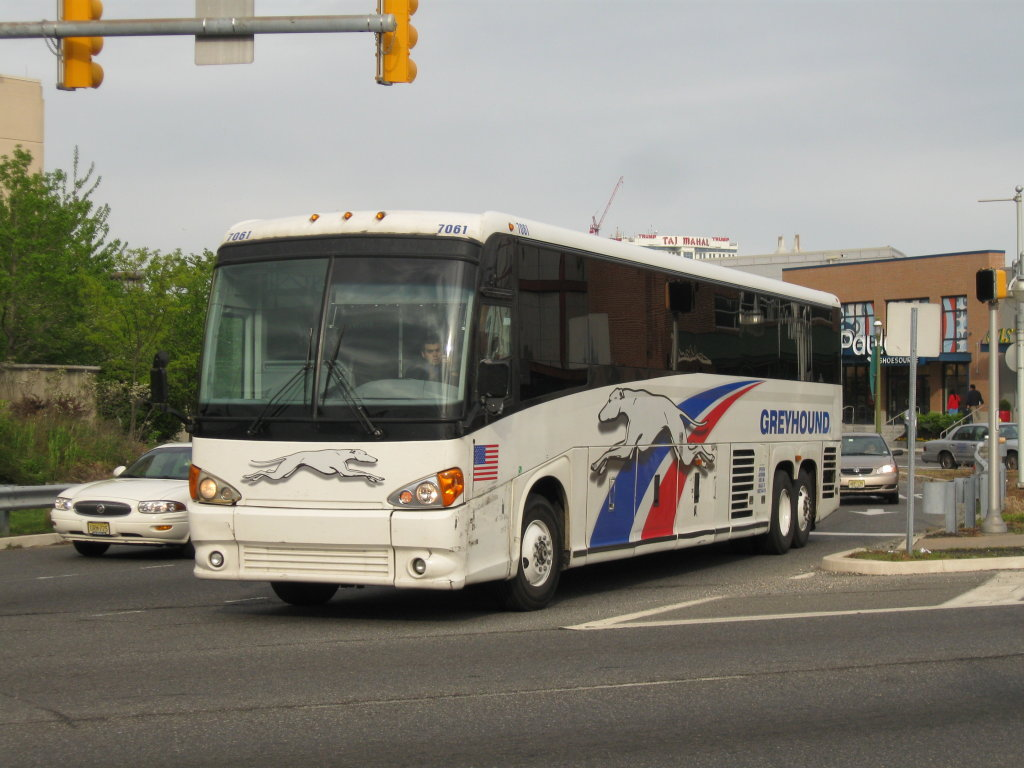
MCI G4500 uit 2001, voorheen van Greyhound
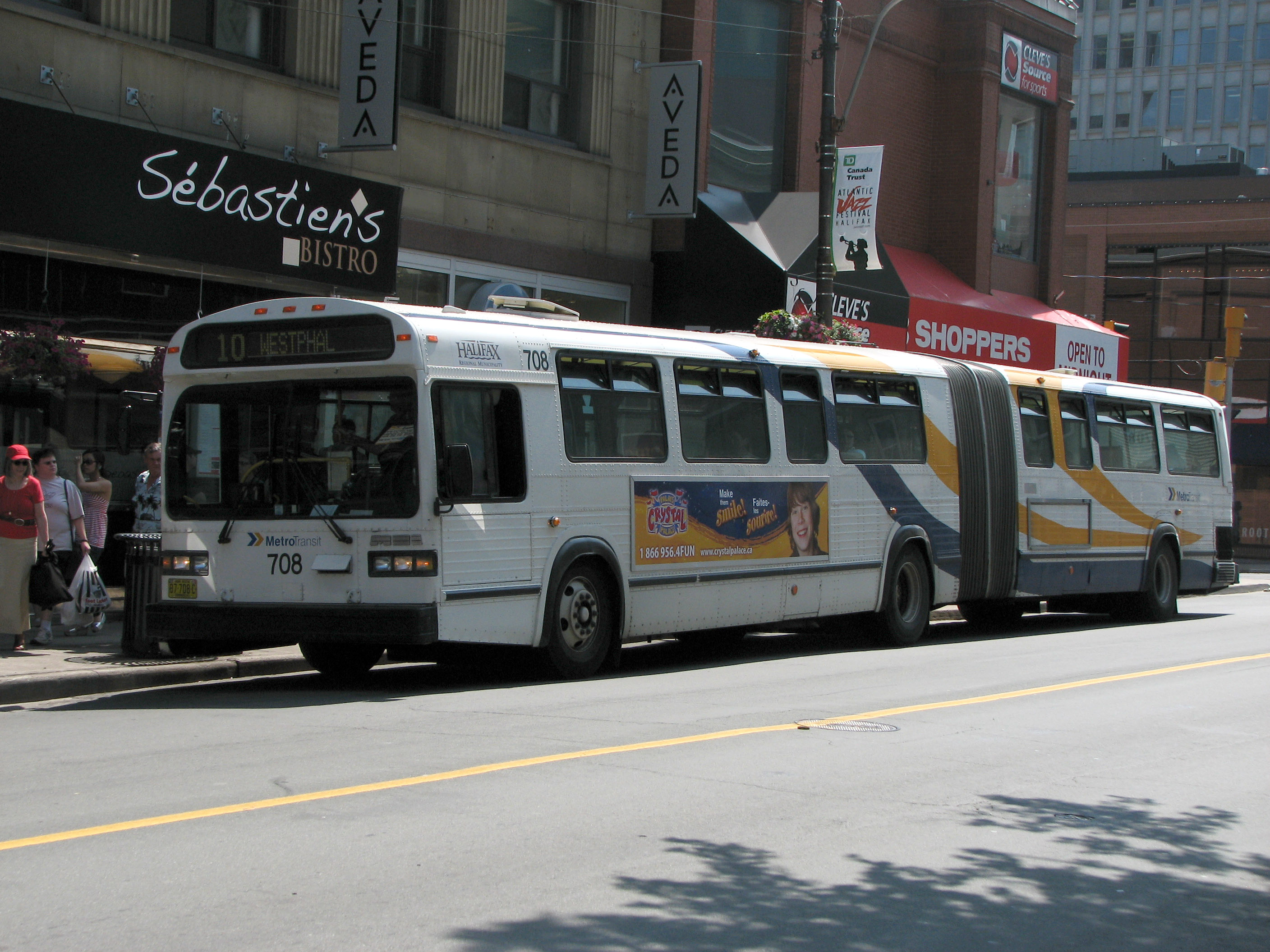
MCI Classic uit 1993; productie overgenomen van General Motors